# Ильцен

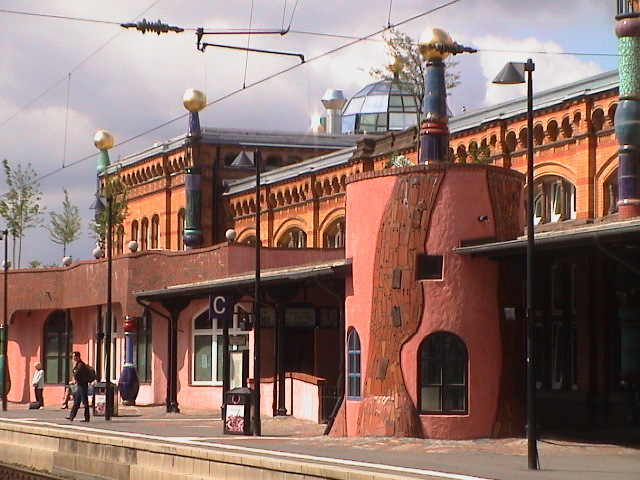
Вокзал

Ильцен (нем. Uelzen, иногда Ülzen, пол. Olszyna, полаб. Olšina) — город в Германии, районный центр, расположен в земле Нижняя Саксония.
Входит в состав района Ильцен. Население составляет 34 250 человек (на 31 декабря 2010 года). Занимает площадь 135,84 км². Официальный код — 03 3 60 025.
Город подразделяется на 16 городских районов.

## Известные уроженцы
- Вехтер, Леонард (1762—1837) — немецкий писатель и историк.